# Якобс, Дирк
Дирк Якобс (нидерл. Dirck Jacobsz.; ок. 1497, Амстердам — 1567, там же) — нидерландский живописец.

## Биография
Родился в Амстердаме около 1497 года в семье известного художника Якоба Корнелиса ван Оостзанена. Художниками были также его дядя, кузен и брат. Учился в мастерской своего отца, унаследовав его талант с поразительной точностью передавать детали. В ранний период творчества Якобс писал портреты, в которых заметно влияние Яна ван Скорела, а также пейзажи, отразившие его увлечение итальянским маньеризмом, которое проявилось в свободном мазке и использовании традиционных сюжетов с римскими руинами.
Со временем Якобс сосредоточился исключительно на портрете, став в этом жанре одним из самых выдающихся художников своего времени. Примечательным образцом раннего группового портрета стал один из самых первых в этом жанре «Портрет членов стрелковой гильдии» (1529). Якобс обладал талантом изображать своих заказчиков с максимальным портретным сходством. Другие художники неоднократно приглашали его вписывать портреты донаторов в свои полотна. В портретах Якобсу особенно удавались руки. Известен факт, что один из посетителей мастерской художника был настолько восхищён тем, как он написал руки в одном из портретов, что предложил автору вырезать их и продать ему.
Художник умер в 1567 году.

## Известные работы
- «Портрет членов стрелковой гильдии», ок. 1529. Рейксмюсеум, Амстердам[1][2];
- «Портрет Бранта Хоппесака», 1530[1];
- «Портрет молодого человека», ок. 1530[1];
- «Портрет Помпеуса Окко», ок. 1531. Рейксмюсеум, Амстердам[1][3];
- «Групповой портрет корпорации амстердамских стрелков», 1532. Эрмитаж, Санкт-Петербург[1][4];
- «Групповой портрет корпорации амстердамских стрелков», 1561. Эрмитаж, Санкт-Петербург[1][5].

## Галерея

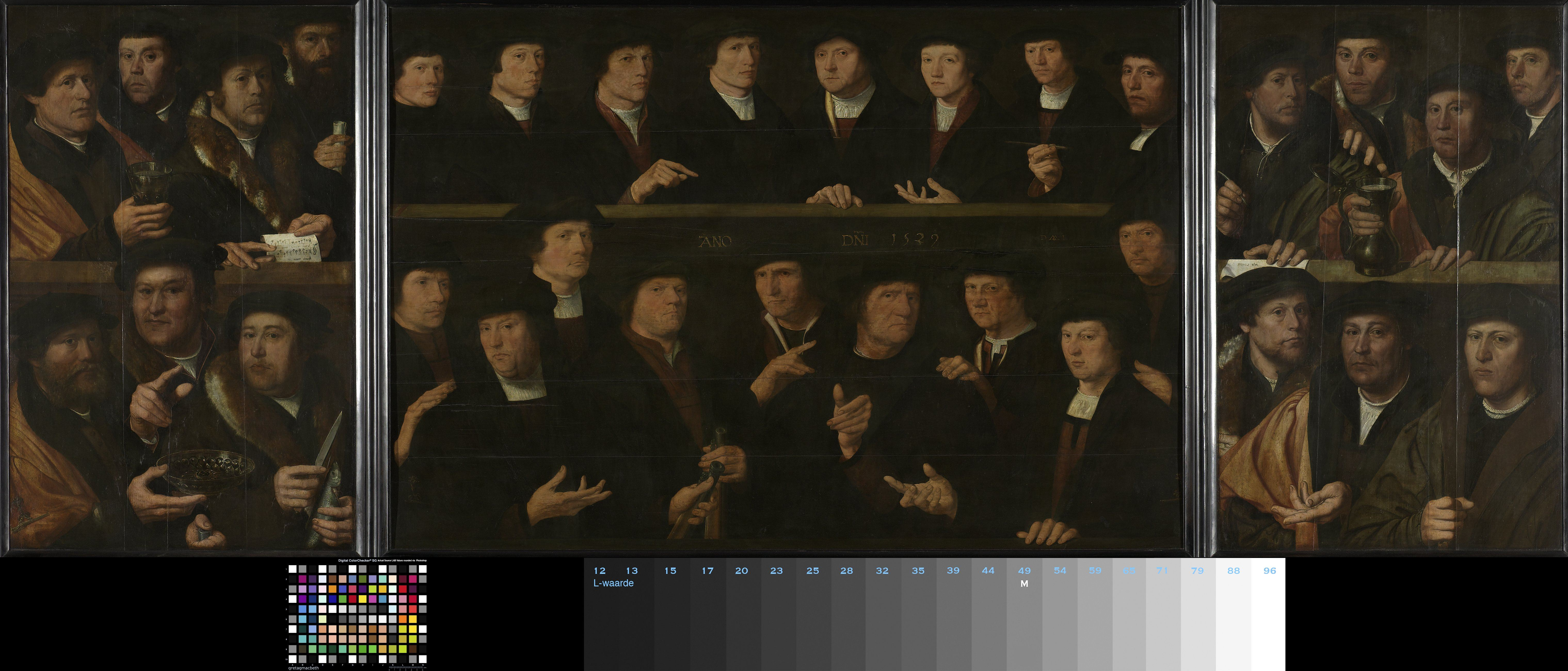
«Портрет членов стрелковой гильдии», ок. 1529. Рейксмюсеум, Амстердам
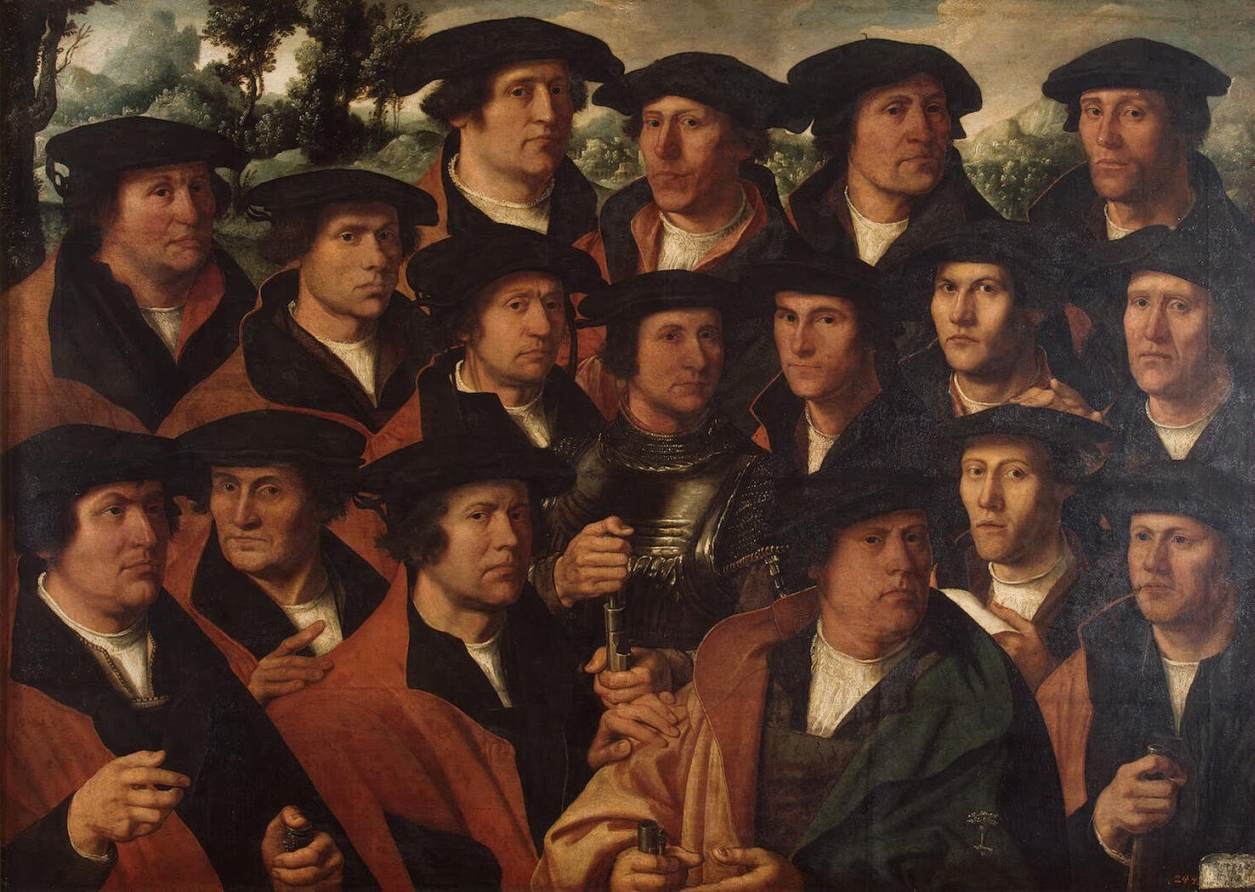
«Групповой портрет корпорации амстердамских стрелков», 1532. Эрмитаж, Санкт-Петербург
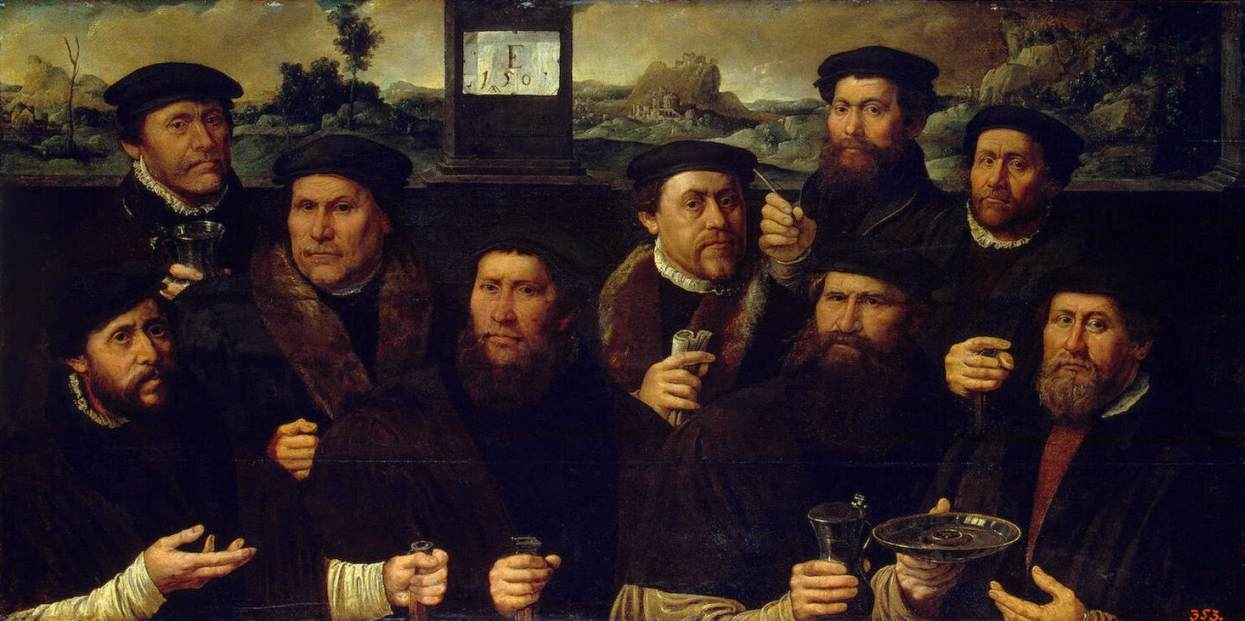
«Групповой портрет корпорации амстердамских стрелков», 1561. Эрмитаж, Санкт-Петербург